# Чолакис, Эрни
Эрнест (Эрни) Чолакис (англ. Ernest (Ernie) Cholakis, 17 сентября 1962, Виннипег, Канада) — канадский хоккеист (хоккей на траве), полевой игрок. Участник летних Олимпийских игр 1984 года, чемпион Панамериканских игр 1983 года.

## Биография
Эрни Чолакис родился 17 сентября 1962 года в канадском городе Виннипег.
В 1983 году в составе сборной Канады завоевал золотую медаль хоккейного турнира Панамериканских игр в Каракасе.
В 1984 году вошёл в состав мужской сборной Канады по хоккею на траве на летних Олимпийских играх в Лос-Анджелесе, занявшей 10-е место. Играл в поле, провёл 7 матчей, забил 1 мяч в ворота  сборной Новой Зеландии.